# Santuário de Nossa Senhora do Lírio
O Santuário de Nossa Senhora do Lírio è uma pequena Igreja que se acha em Prato (Itália), em Rua São Silvestro, perto de Praça San Marco.

## Historia
Começou ser chamado e venerado como Santuário em 1680, mas jà desde 1270, nesta area, surgia uma Igreja, a do Spedale di San Silvestro (Hospital São Silvestro).
A Igreja, foi transformada em Santuário depois de muitos milagres que começaram em 26 agosto 1664, quando foi colocado um lirio seco na frente da imagem de Nossa Senhora do seculo XV. Este lírio renasceu inexplicavelmente.
Num dos altares de laterais, da epoca 1670 - 1674, tem uma pintura de Alessandro Rosi com os santos Francisco Xavier e Pedro de Alcantara.

## Curiosidades

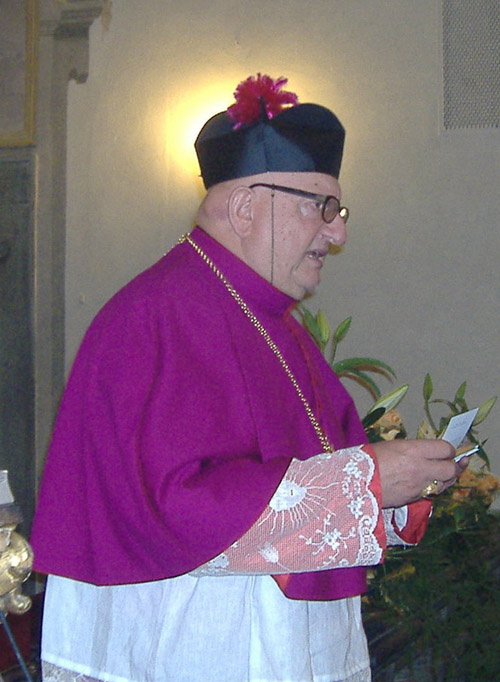
Dom Renzo Francalanci, Reitor do Santuário

- Desde 1980 até 2020 o reitor do Santuário foi dom Renzo Francalanci (1935-2021) Arquimandrita da Igreja Melkita Católica e cônego honoris causa da Catedral de Santo Estevão.

- Em 1982 Dom Renzo fez em maneira que na cabeça da pintura de Nossa Senhora do Lírio fosse colocada uma lindissima coroa de ouro. Assim daquele dia, a imagem foi chamada Nossa Senhora do Lírio, Rainha do ceu e da terra.

## Outras imagens

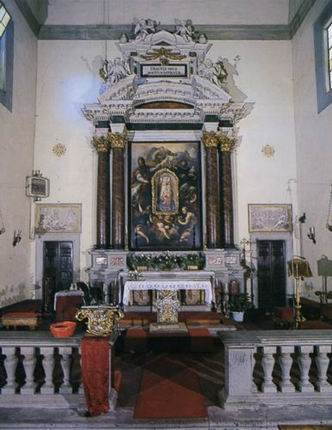
Interior 1
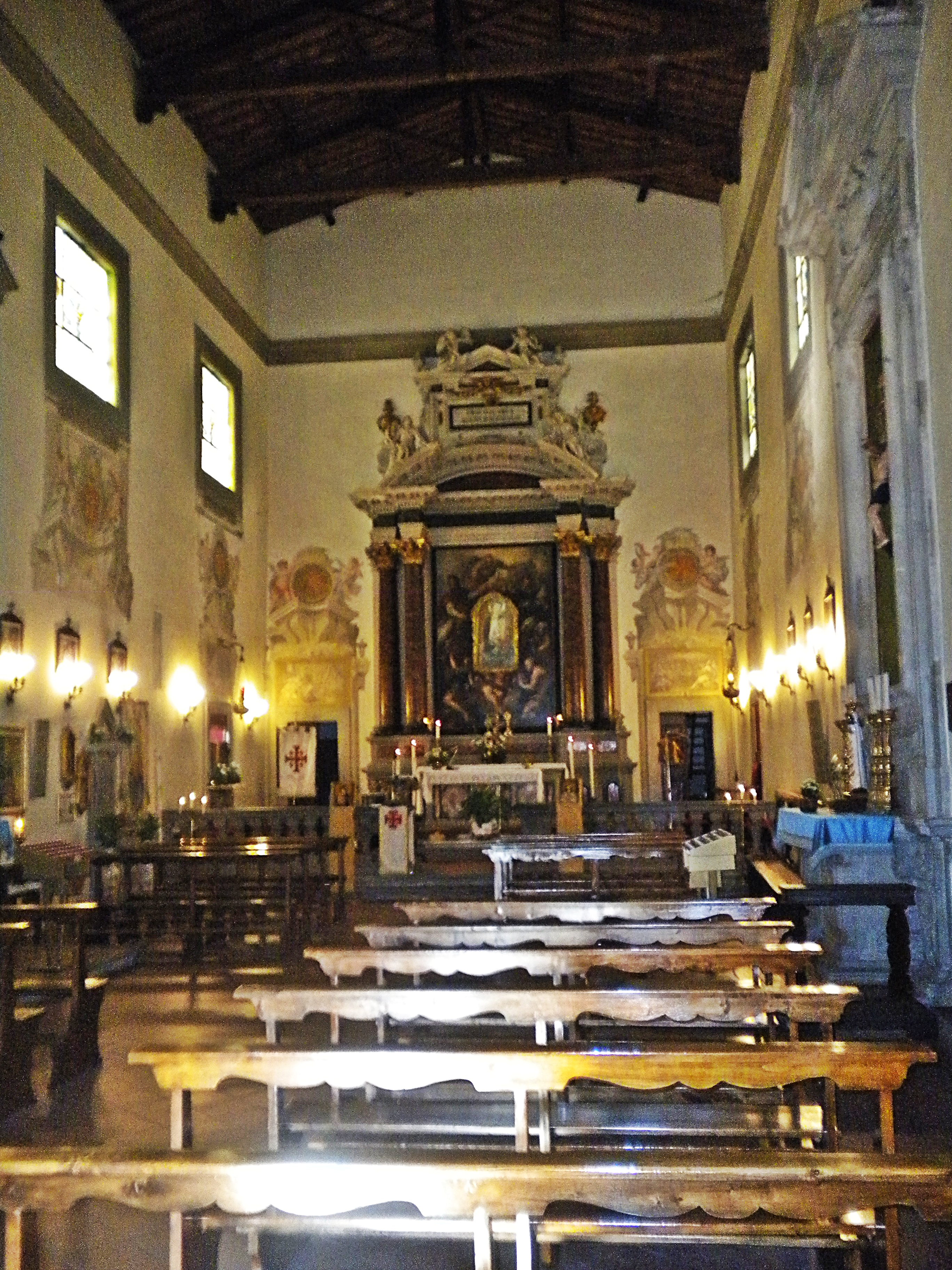
Interior 2
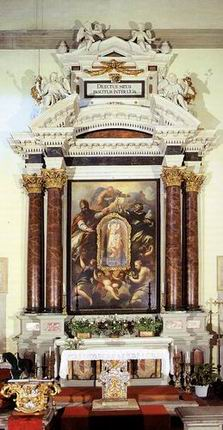
Altar principal